# Bos-cha

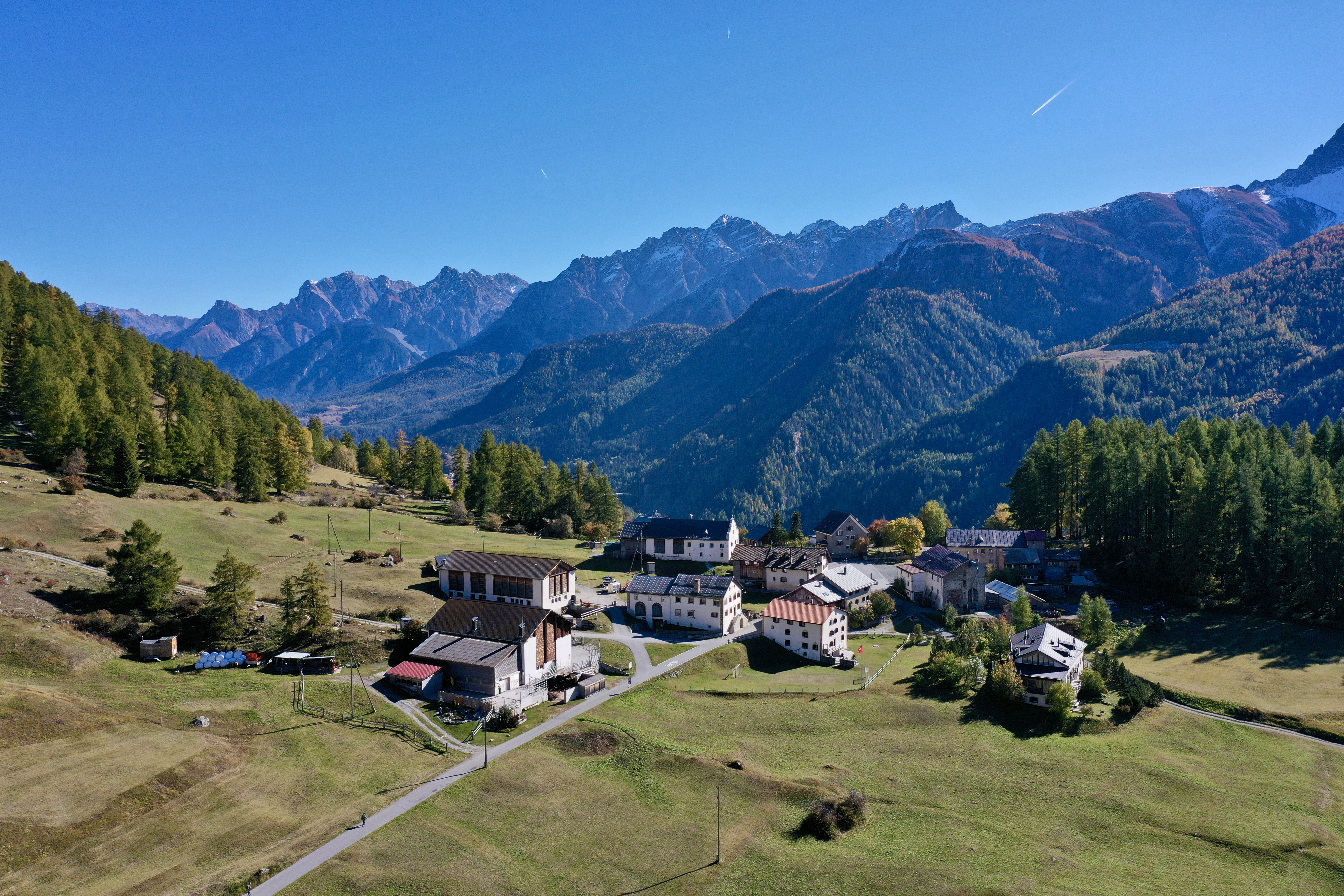
Ansicht von Westen

Bos-cha ([ˈbɔʃtɕɐ]ⓘ) ist ein Weiler in der linken Talseite des Unterengadins im Kanton Graubünden und gehört politisch zur Gemeinde Scuol (bis 2014 Ardez, obwohl es näher bei Guarda liegt). Bos-cha liegt auf einer Höhe von 1664 m am Rande einer Hangterrasse mit Blick auf die Tallandschaft. Die Fraktion besteht aus einem Dutzend Häuser mit etwa 30 Einwohnern.
Bos-cha war ursprünglich ein Übernachtungsort an der alten Durchgangsstrasse, die bis 1862 über Guarda, Bos-cha, Chanoua und Ftan nach Scuol führte. Ausser einer Stephanskapelle (1525), die in ein Privathaus umgewandelt wurde, ist der Ort urkundlich nirgends erwähnt. 
Sehenswürdigkeiten sind das Haus Viletta/Claglüna mit einem imposanten Barockgiebel sowie die Überreste der alten Mühle am Bach auf dem Weg nach Guarda. Sie wurde 1951 das Opfer einer Lawine, kurz nachdem sie unter Heimatschutz gestellt worden war. Heute erkennt man noch einige Mauerreste, zwei Mühlsteine und das imposante Wasserrad.
Aus Bos-cha stammt die Sage von der Wirtin von Bos-cha.

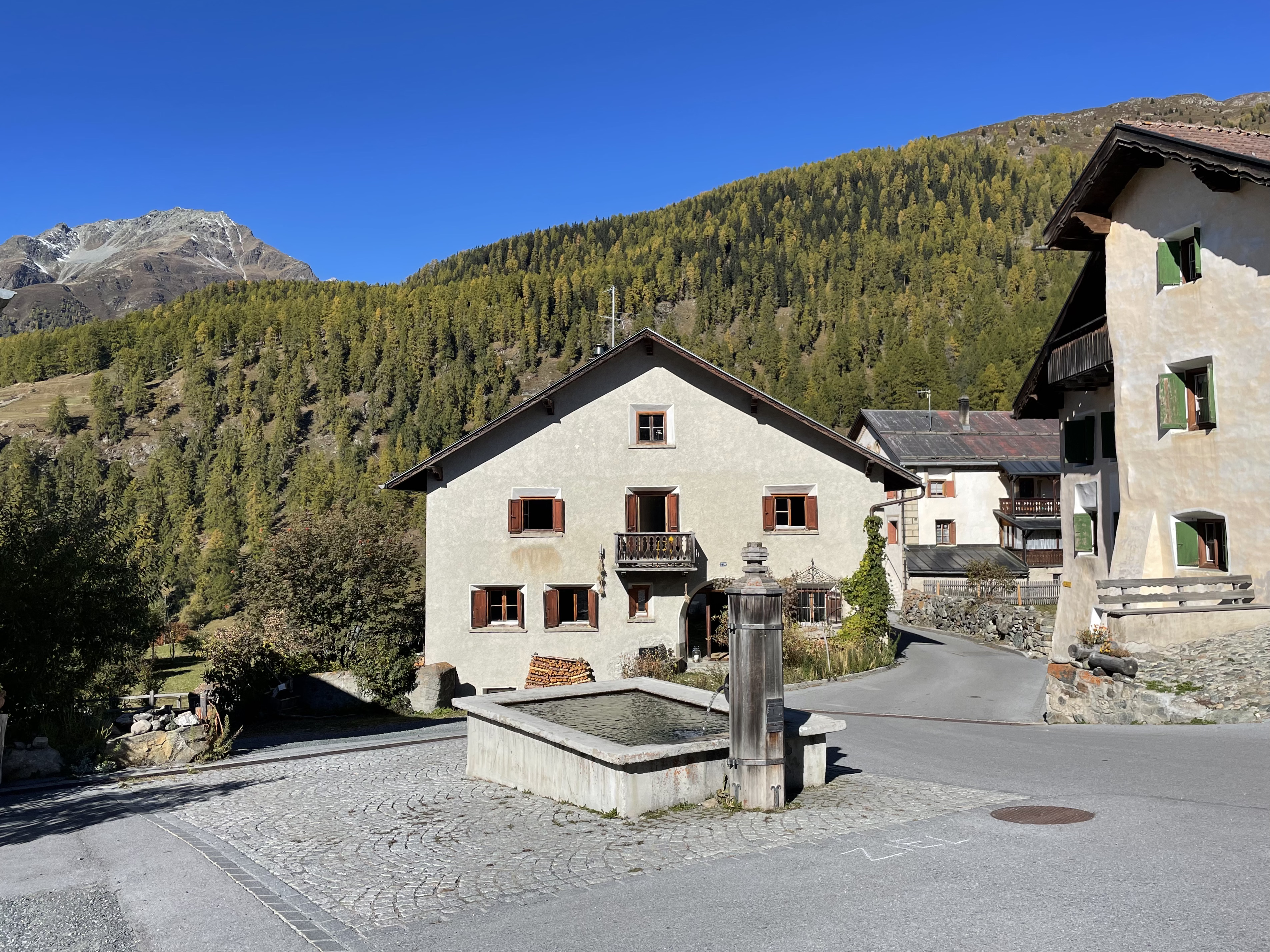
Dorfplatz
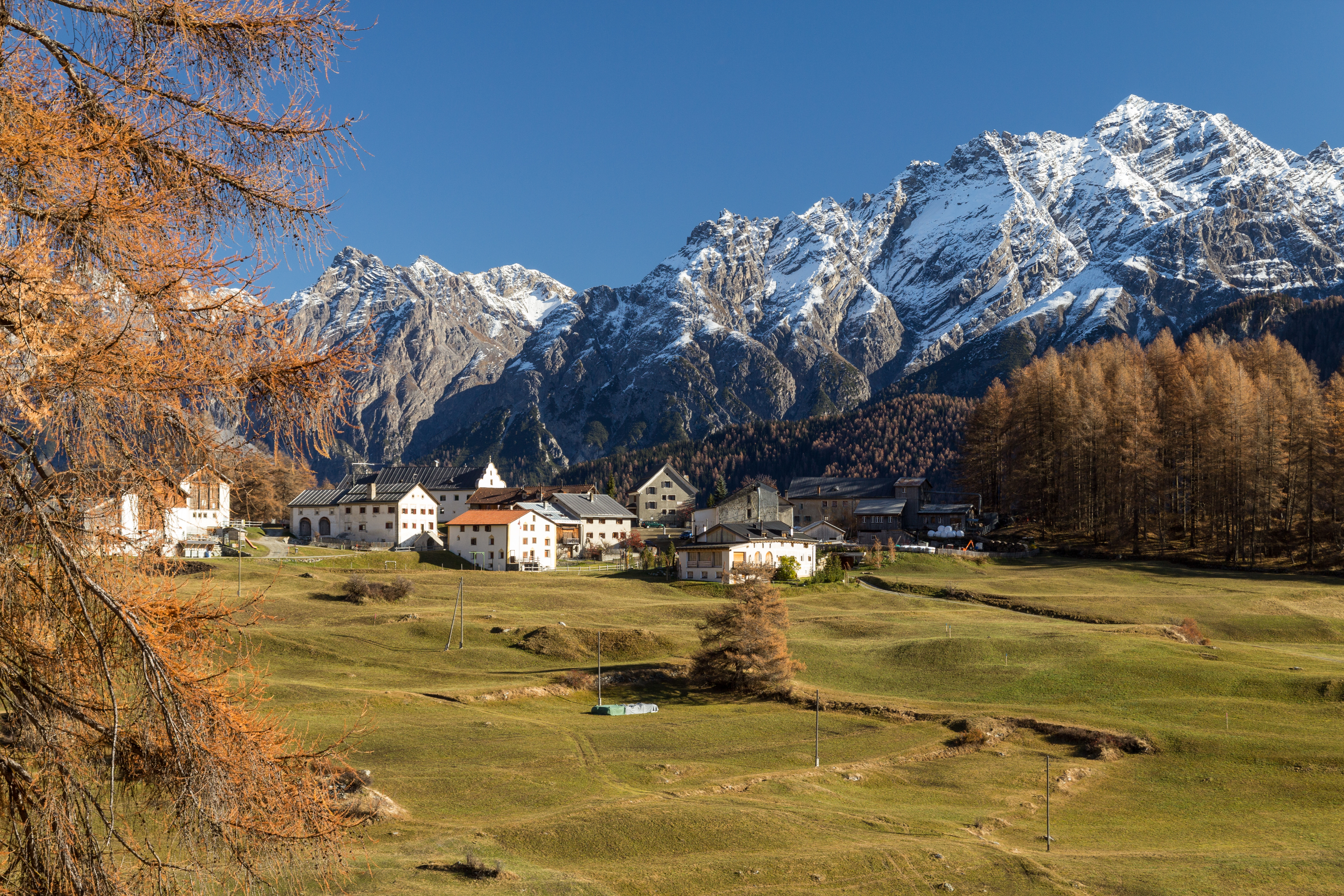
Bos-cha im Herbst
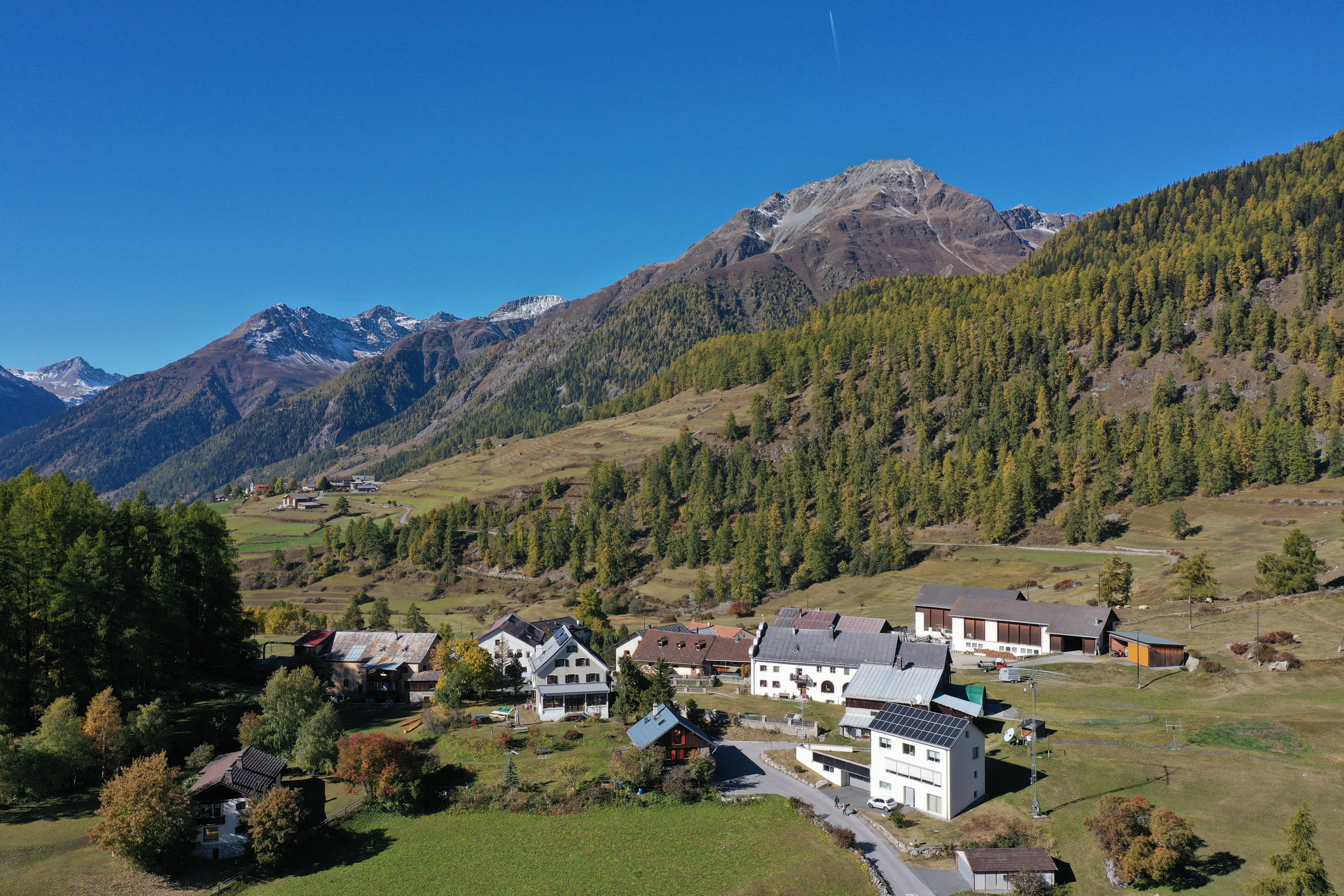
Ansicht von Osten
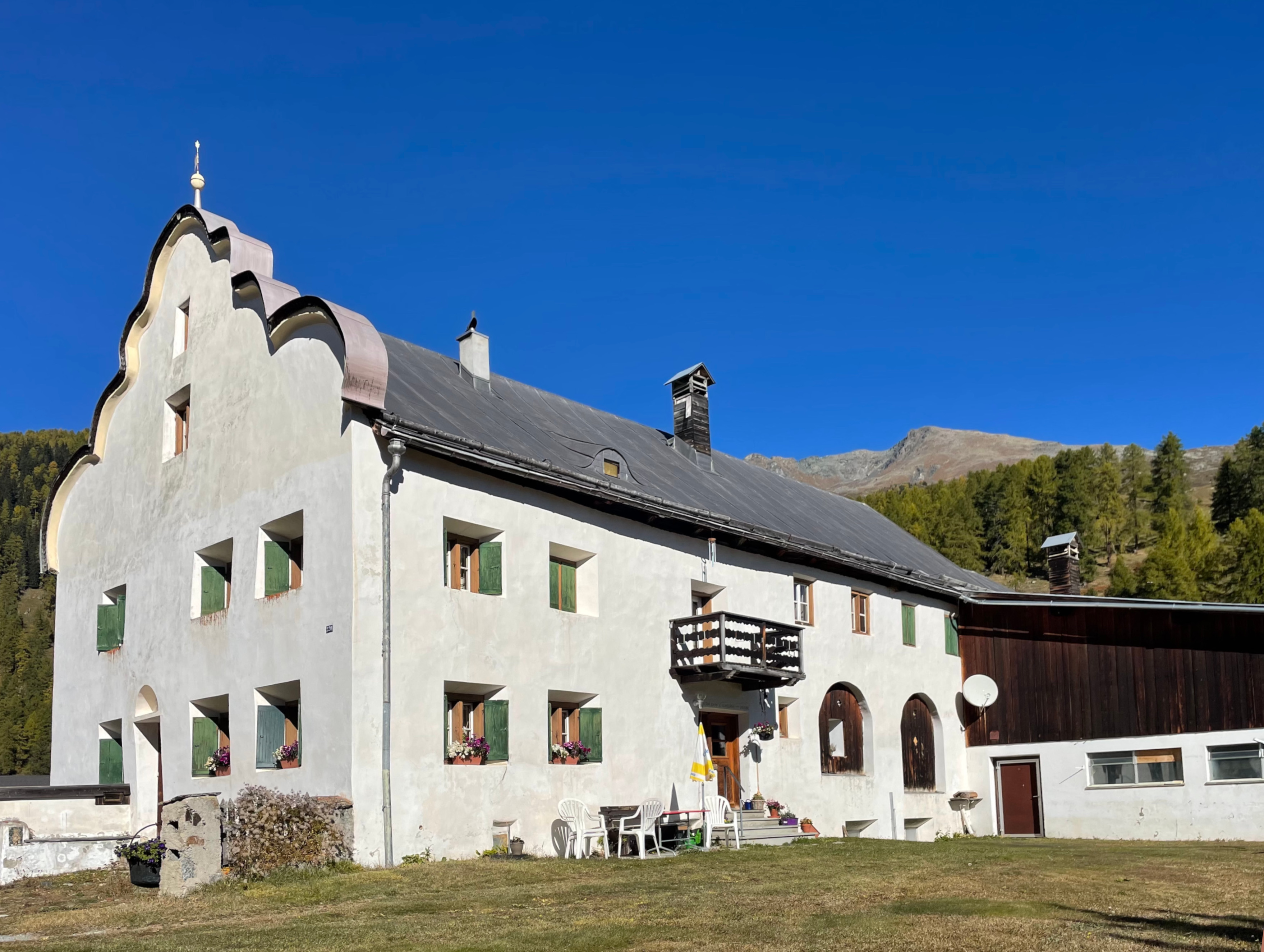
Casa Viletta von 1830
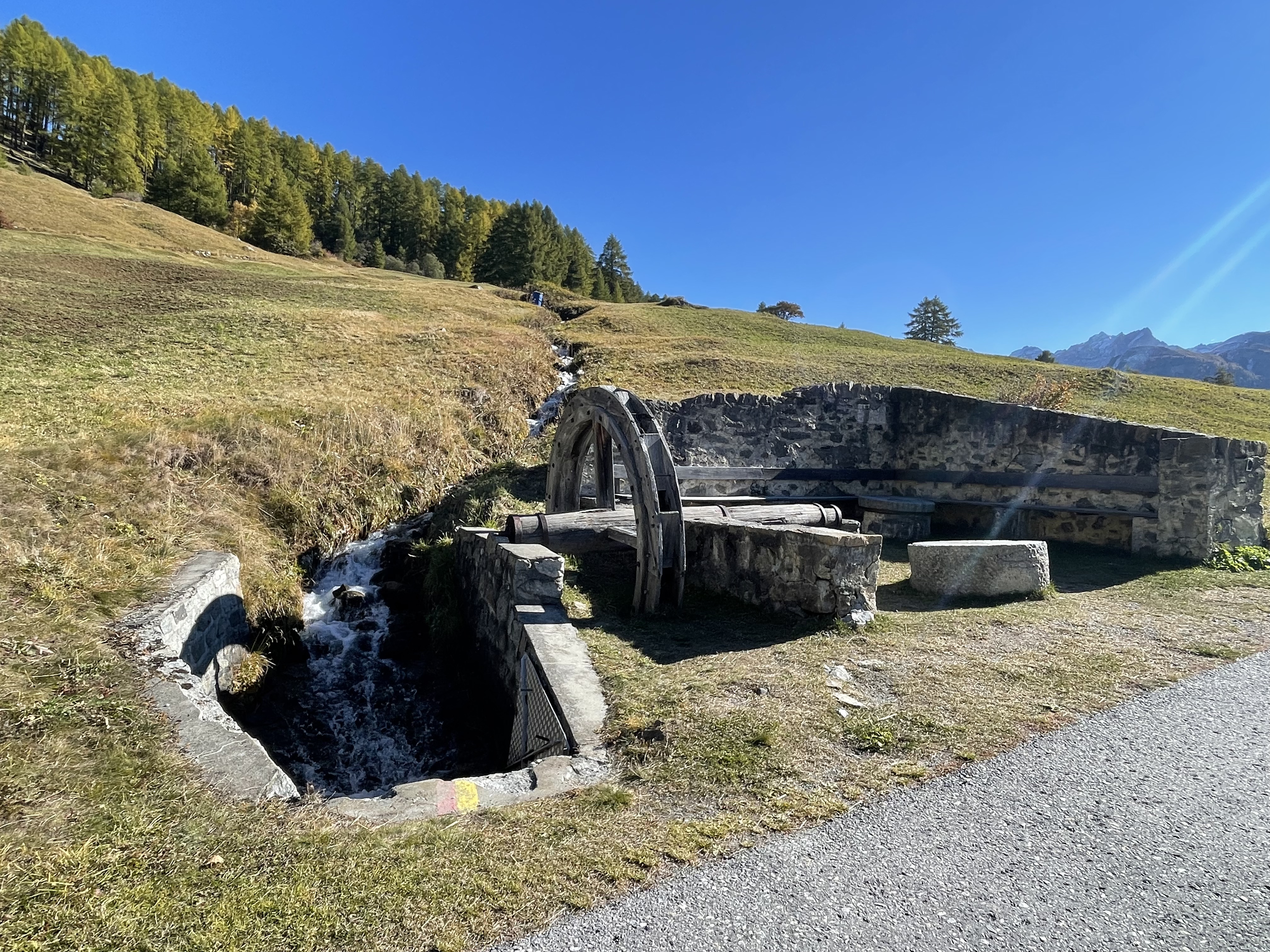
Überreste der Wassermühle